# Asus ROG Phone III
Asus ROG Phone III — смартфон тайваньской компании Asus. Модель входит в игровую серию Republic of Gamers. Первая презентация ROG Phone III прошла в Китае в 22 июля 2020 года. ROG Phone III – это самый мощный игровой смартфон. Он выполнен на базе новой мобильной платформы Qualcomm Snapdragon 865 Plus с поддержкой стандарта 5G и оснащен дисплеем с отличными скоростными характеристиками: 144 Гц / 1 мс. Новая модель обладает теми же достоинствами, что и ее предшественник, только с еще более улучшенными и оптимизированными. Сюда входят обновленный триггер Air Trigger 3, боковой разъем для подзарядки, аккумулятор высокой емкости (6000 мА·ч),  пара фронтальных динамиков и много модульных аксессуаров. ROG Phone III – это новейший стандарт мобильного гейминга. Быстрая мобильная платформа Qualcomm Snapdragon 865 Plus, современная оперативная память LP DDR5 и пользовательская память стандарта UFS 3.1. Такие технических характеристик гарантирует высокую производительность смартфона ROG Phone III, в игровых приложениях.

## Технические характеристики
- Материалы корпуса: стекло (Gorilla Glass)
- Операционная система: Android 10.0 (Q)
- Экран: диагональ 6,59", AMOLED, 2340х1080 точек, 19.5:9, ppi 391
- Процессор: Qualcomm Snapdragon 865+
- Графика: Adreno 650
- Оперативная память: 16 ГБ
- Память для хранения данных: 128/256/512 ГБ/1 ТБ
- Основная камера: два модуля 64 + 13 МП, HDR, панорама, автофокус, вспышка, запись видео 2160p@30/60fps, 1080p@30/60/240fps, 720p@480fps
- Фронтальная камера: 24 Мп, f/2.2, видео 1080p@30fps
- SIM: 2 Nano-SIM
- Сети: GSM, HSPA, LTE, 5G
- Интерфейсы: мультиантенный модуль Wi-Fi 802.11 a/b/g/n/ac/ad dual-band, Bluetooth 5.0, NFC, радио
- Навигация: GPS, ГЛОНАСС, Galileo, BeiDou, Quasi-Zenith Satellite System
- Дополнительно: сканер отпечатка пальца, акселерометр, гироскоп, датчик приближения, компас
- Батарея: 6000 мАч (быстрая зарядка Quick Charge 4.0)
- Габариты:  171 x 78 x 9.8мм
- Вес: 240 г
- Цвета: черный

## Комфортно играть
ROG Phone III наделен великолепным AMOLED-дисплеем с превосходными скоростными характеристиками (144 Гц / 1 мс) в сочетании с рекордно высокой отзывчивостью (частота опроса сенсорного интерфейса – 270 Гц, латентность – всего 25 мс). Чтобы игры выглядели именно так, как задумано их разработчиками, каждый экземпляр подвергается калибровке, обеспечивающей точную цветопередачу (?E < 1).Эргономичность дисплея подтверждена сертификацией TUV Rheinland. Также поддерживается контент в формате расширенного динамического диапазона HDR10+.

## Охлаждение
В ROG Phone III используется система охлаждения Game Cool 3, включающая в себя большой радиатор и объемную испарительную камеру. Для обеспечения более эффективного отвода тепла в корпусе сделаны вентиляционные отверстия.
Продуманное охлаждение дает смартфону ROG Phone III поддерживать максимальную скорость под длительными высокими нагрузками, и это дает избегать троттлинга (падения производительности из-за перегрева). Чтобы усилить вентиляцию наиболее горячих мест на корпусе, в особенности возле процессора и модуля 5G, к смартфону можно прикрепить компактный внешний кулер Aero Active 3. Легко подключается к боковому разъему, и он снижает температуру поверхности до 4°C.
Передовая система охлаждения гарантирует работу смартфона ROG Phone III на полной скорости, при максимальном игровом сессии.

## Продажи
В продаже новый смартфон появится уже в августе 2020 года.